# Club Voleibol Barcelona (maschile)
Il Club Voleibol Barcelona è una società pallavolistica maschile spagnola, con sede a Barcellona; milita nel campionato spagnolo di Superliga de Voleibol Masculina e fa parte della polisportiva Futbol Club Barcelona.

## Storia
Fondata nel 1970 all'interno del FC Barcelona, disputa a lungo campionati amatoriali e giovanili; a partire dal 2004 si affaccia al volley semiprofessionistico, ottenendo la promozione in Superliga de Voleibol Masculina nel 2008 e disputando per la prima volta il massimo campionato iberico nella stagione 2008-09; nell'edizione seguente si qualifica per la prima volta ai play-off, centrando questo obiettivo anche nell'annata 2010-11 senza tuttavia riuscire ad andare oltre la semifinale scudetto; il terzo posto al termine della stagione regolare qualifica la formazione catalana alla Challenge Cup 2011-12, ma per ragioni di bilancio la società si vede costretta dapprima a rinunciare alla partecipazione al torneo continentale e quindi a non iscriversi alla Superliga per la stagione 2011-12, retrocedendo fino alla Liga FEV, terza serie nazionale.
Nonostante un campionato chiuso in ultima posizione, grazie all'unificazione della seconda e terza serie nazionale nella Superliga 2 de Voleibol Masculina il club ha la possibilità di disputare la serie cadetta. Migliorando di stagione in stagione il proprio posizionamento in classifica, dall'ultimo posto dell'annata 2012-13 la squadra raggiunge una nuova promozione in massima serie al termine del campionato 2015-16.
Dopo tre annate in massima serie, il club retrocede nuovamente nel campionato cadetto al termine del campionato 2018-19; nella stagione 2019-20 i blaugrana si aggiudicano la Coppa del Principe e, poiché al momento dell'interruzione del campionato per via della pandemia di COVID-19, si trovava in prima posizione in classifica, viene immediatamente promosso d'ufficio in Superliga Masculina dalla RFEVB.